# Alopecurus ponticus
Alopecurus ponticus är en gräsart som beskrevs av Karl Heinrich Koch. Alopecurus ponticus ingår i släktet kavlen, och familjen gräs. Inga underarter finns listade i Catalogue of Life.